# Glen Carbon, Illinois
Glen Carbon är en ort (village) i Madison County, i delstaten Illinois, USA. Enligt United States Census Bureau har orten en folkmängd på 12 893 invånare (2011) och en landarea på 26 km².